# Heteralonia adelpha
Heteralonia adelpha är en tvåvingeart som först beskrevs av Becker 1906.  Heteralonia adelpha ingår i släktet Heteralonia och familjen svävflugor. Inga underarter finns listade i Catalogue of Life.